# Assouplissement du crédit
L'assouplissement du crédit (en anglais : credit easing) est une politique monétaire non conventionnelle par laquelle la banque centrale réduit ou allège les conditions auxquelles elle refinance les banques. L'assouplissement du crédit passe souvent par l'allongement de l'horizon de fourniture de la liquidité. Elle est parfois catégorisée comme un type d'assouplissement quantitatif.

## Concept
L'assouplissement du crédit est une politique monétaire non conventionnelle dans la mesure où, par elle, la banque centrale module ses conditions de refinancement des institutions financières afin de leur fournir de la liquidité. La banque centrale peut alors endosser le rôle normal des banques commerciales et des marchés financiers et se porter acquéreur directement de titres de crédits (obligations, bons hypothécaires, etc.) Cette pratique est d'ordinaire adoptée en situation de stress financier, lorsque le taux plancher zéro a été atteint.
L'assouplissement du crédit impliquant des achats de la part de la banque centrale, elle est parfois catégorisée comme une politique d'assouplissement quantitatif.
Par exemple, en décembre 2011 et en février 2012, la Banque centrale européenne a prêté à horizon de trois ans aux banques volontaires, allongeant l'horizon de fourniture de liquidité. Le Securities Market Program relève de l'assouplissement du crédit.